# Кауфман, Артур (художник)
Артур Кауфман (нем. Arthur Kaufmann; 7 июля 1888, Мюльхайм-ан-дер-Рур, Германия, — 25 сентября 1971, Нова-Фрибургу, Бразилия) — немецкий художник-экспрессионист.

## Жизнь и творчество
Родился в еврейской семье. После получения среднего образования в Мюльхайме А. Кауфман в 1906—08 годах обучается в Дюссельдорфской академии художеств и изучает живопись под руководством художника Петера Янсена. Затем продолжил своё образование во Франции, Англии и Италии. С 1913 года посещает в парижской Академии Жюлиана класс Анри Ле Фоконье.
В 1919 году А. Кауфман возвращается в Дюссельдорф и становится там одним из сооснователей экспрессионистской группы художников «Молодой Рейнланд». В 1929 году он основывает дюссельдорфскую «Школу декоративного искусства» и возглавляет её. В 1933 году, после прихода в Германии к власти национал-социалистов А. Кауфман был, как еврей, изгнан из системы образования. Художник эмигрирует, сначала в Нидерланды, а в 1936 году — в США.
В 1938 году в Нью-Йорке он начал работу над триптихом «Духовная эмиграция», который был завершен в 1964 году и принес Кауфману известность. Он зарабатывал на жизнь как художник-портретист. Среди героев его портретов были такие известные эмигранты, как Альберт Эйнштейн, Томас Манн, Мартин Бубер, Фридрих Вильгельм Фёрстер и Янкель Адлер.
Начиная с 1953 года он неоднократно приезжает в Германию представлять свои картины на персональных выставках (в основном в Дюссельдорфе и Мюльхайме). После смерти жены в 1968 году Кауфман переехал к своей дочери в бразильский город Нова-Фрибургу. Он умер сразу после визита в Германию в 1971 году.

## Выставки
- 1937—1952. Различные художественные выставки в Нью-Йорке.
- 1946. Экспозиции в Рио-де-Жанейро и Сан-Паулу.
- 1953. Экспозиция в дюссельдорфской Городской художественной галерее: портреты, натюрморты и пейзажи.
- 1954. Выставка в городском музее Мюльхайма.
- 1958. Экспозиция по случаю 70-летнего юбилея в Еврейском музее Нью-Йорка.
- 2008. Городской музей Мюльхайма: «А. Кауфман, О. Панкок. Духовная эмиграция».